# Jean-Pierre Joliot
Jean-Pierre Joliot est un homme politique français né le 12 juillet 1820 à Vienne (Isère) et mort le 30 novembre 1883 dans la même ville.

## Biographie
Avocat à Vienne, maire de la ville et conseiller d'arrondissement, Jean-Pierre Joliot est député de l'Isère de 1867 à 1870, siégeant dans la majorité soutenant le Second Empire.

## Sources
- « Jean-Pierre Joliot », dans Adolphe Robert et Gaston Cougny, Dictionnaire des parlementaires français, Edgar Bourloton, 1889-1891 [détail de l’édition]